# Пылающий остров
«Пыла́ющий о́стров» — фантастический роман Александра Казанцева. Публикация романа стала началом 60-летней литературной карьеры Александра Казанцева. Вначале это был сценарий «Аренида», получивший в 1936 году высшую премию на конкурсе научно-фантастических сценариев, впоследствии автор переработал его в полноценный роман.
В 1940—1941 годах его печатала «Пионерская правда», причём роман публиковался в газете непосредственно в ходе написания книги. Исправления и дополнения вносились в роман в 1957, 1962 и 1975 годах. Роман считается одним из произведений, которые определили жанр советской научной фантастики.

## Сюжет
Аренида — это остров, на котором есть природный источник газа-катализатора, вызывающего реакцию соединения содержащихся в воздухе кислорода и азота, сопровождающегося выделением большого количества тепла. В какой-то момент эта реакция запустилась. Огромный костёр, в который превратился остров, пожирает кислород из атмосферы планеты, постепенно делая её поверхность непригодной к обитанию. В романе показана картина катастрофы планетарного масштаба и реакции на неё советского и капиталистического обществ. Если в СССР строят на основе естественных пещер герметичные подземные убежища для эвакуации туда детей и ищут способ погасить реакцию, то капиталисты строят такие же убежища для миллионеров. Остальные жители, неспособные купить билет в спасительную пещеру, предаются унынию и грехам. В конце романа советским учёным и инженерам путём мощнейшего направленного взрыва всё-таки удаётся разрушить остров и остановить реакцию.
Также, согласно роману, 30 июня 1908 года в Сибири произошло не падение метеорита, а крушение инопланетного корабля с атомным двигателем. Выжившая при катастрофе инопланетянка некоторое время жила с местным тунгусским племенем.
По словам кандидата технических наук Николая Дорожкина, гипотеза Казанцева о крушении инопланетного корабля всколыхнула научный интерес к Тунгусской загадке. Сергей Королёв направил в Тунгусскую тайгу группу своих сотрудников и выделил для поисков обломков инопланетного корабля вертолёт. В состав экспедиции входил лётчик-космонавт Георгий Гречко. По его воспоминаниям, узнав о безрезультатности экспедиции, Королёв сказал: «А все-таки жаль, что вы ничего не нашли…».
В район падения Тунгусского тела потянулись десятки исследовательских экспедиций.